# Blair Strang
Blair Strang (nacido el 15 de marzo de 1972) es un actor maorí de Nueva Zelanda. Es más conocido por interpretar al conductor de ambulancia Rangi Heremaia en la telenovela más antigua de Nueva Zelanda, Shortland Street, entre 1995 y 2001, y a Brian King en Nothing Trivial de 2011.

## Primeros años
Nacido de padre Pākehā de ascendencia inglesa y madre maorí, asistió al Saint Kentigern College, Pakuranga, donde fue prefecto principal.

## Carrera
Además de Shortland Street, Strang ha aparecido en los dramas televisivos Doves of War (para TV3), Orange Roughies (para TV 1), Interrogation (para Prime TV), Go Girls y Nothing Trivial. También apareció en So You Wanna Be a Popstar?, presentado por Oliver Driver y protagonizado por Katrina Hobbs, y aparece regularmente en una variedad de papeles como estrella invitada o extra.
Completó el rodaje del nuevo drama familiar de Māori Television, Kaitangata Twitch, que es una adaptación del libro infantil de la autora Margaret Mahy. También completó una exitosa gira por Nueva Zelanda de la obra teatral Whero's New Net y coprotagonizó los dramas televisivos Nothing Trivial y Homeland.
Recientemente actuó en la película de Netflix de 2023 Elijo «amor» en el papel de Dan, jefe del personaje principal.

## Vida personal
Tiene un LLB de la Universidad de Auckland, con especialización en derecho del entretenimiento, y es abogado de familia en ejercicio en Albany en North Shore Legal Chambers.
Se casó con su ex coprotagonista de Shortland Street, Katrina Devine, el 10 de noviembre de 2001; la pareja se divorció más tarde.

## Filmografía
- Amor en obras – Anaaki[6]
- Nothing Trivial – Brian King
- Kaitangata Twitch – Sebastian Cardwell
- Shortland Street – Rangi Heremaia
- Go Girls – Joseph
- Doves of War – Joe Matich
- Orange Roughies – D.S. Sean Parkes
- So You Wanna Be a Popstar? – a singer
- Power Rangers S.P.D. – Bork (voz)
- Maiden Voyage: Ocean Hijack – Enrique
- Deceit – Karl
- Mataku – Tío Eru (temporada 1, episodio 3: Going to War)
- Best Bits – Él mismo
- Happy Birthday 2 You – Paramédico Rangi Heremia
- Look Who's Famous Now – Él mismo
- Interrogation
- Homeland
- Power Rangers Dino Fury – Warden Carlos Garcia
- Elijo «amor» – Dan